# Lijst van beschermd erfgoed in Gembloers
Onderstaande tabel geeft een overzicht van de beschermde erfgoederen in Gembloers in de Belgische provincie Namen. Het beschermd erfgoed maakt deel uit van het cultureel erfgoed in België.
| Object | Bouwjaar/architect | Deelgemeente | Adres               | Coördinaten                   | Nummer?                | Afbeelding |
| --- | ------------------ | ------------ | ------------------- | ----------------------------- | ---------------------- | --- |
| Kerk Saint-Guibert, oude abdijkerk |                    |              | Gembloux            | 50° 33' 41" NB, 4° 41' 39" OL | 92142-CLT-0001-01 Info | |
| Kapel: La Chapelle-Dieu |                    |              | Gembloux            | 50° 33' 29" NB, 4° 41' 57" OL | 92142-CLT-0002-01 Info | |
| Bepaalde delen van het landbouwinstituut: oudere delen, de oude abdijhoeve, de muur buiten de hoofdingang van het instituut, een overblijfsel van de wallen van de 12e eeuw, de belfort-toren van de oude parochiekerk, gelegen in de pastorietuin, en de twee arcades gelegen naast de kerk. |                    |              | Gembloux            | 50° 33' 39" NB, 4° 41' 35" OL | 92142-CLT-0005-01 Info | Bepaalde delen van het landbouwinstituut: oudere delen, de oude abdijhoeve, de muur buiten de hoofdingang van het instituut, een overblijfsel van de wallen van de 12e eeuw, de belfort-toren van de oude parochiekerk, gelegen in de pastorietuin, en de twee arcades gelegen naast de kerk. |
| Gebouw genaamd "Reposoir" |                    |              | Gembloux-sur-Orneau | 50° 33' 41" NB, 4° 41' 48" OL | 92142-CLT-0006-01 Info | |
| Kerk Notre-Dame |                    |              | Bossières           | 50° 31' 6" NB, 4° 41' 50" OL  | 92142-CLT-0007-01 Info | |
| Kasteel van Corroy-le-Château |                    |              |                     | 50° 31' 58" NB, 4° 39' 22" OL | 92142-CLT-0008-01 Info | Kasteel van Corroy-le-Château |
| Ensemble van het middeleeuwse kasteel, diens park en vallei van de Ruisseau |                    |              | Corroy-le-Château   | 50° 31' 58" NB, 4° 39' 8" OL  | 92142-CLT-0009-01 Info | Ensemble van het middeleeuwse kasteel, diens park en vallei van de Ruisseau |
| Kerk Saint-Lambert |                    |              | Corroy-le-Château   | 50° 32' 9" NB, 4° 39' 16" OL  | 92142-CLT-0010-01 Info | Kerk Saint-Lambert |
| Ensemble van de kerk Saint-Lambert, het kerkhof eromheen met diens omliggende muur en de kastanjes groeiende aan de voorkant van het gebouw |                    |              | Corroy-le-Château   | 50° 32' 9" NB, 4° 39' 15" OL  | 92142-CLT-0011-01 Info | Ensemble van de kerk Saint-Lambert, het kerkhof eromheen met diens omliggende muur en de kastanjes groeiende aan de voorkant van het gebouw |
| De pastorie van Grand-Leez |                    |              |                     | 50° 34' 54" NB, 4° 45' 55" OL | 92142-CLT-0012-01 Info | |
| De windmolen Defrenne |                    |              | Grand-Leez          | 50° 34' 30" NB, 4° 46' 0" OL  | 92142-CLT-0013-01 Info | De windmolen Defrenne |
| Kasteelhoeve van Falnuée en het ensemble van de kasteelhoeve en de omliggende terreinen |                    |              |                     | 50° 30' 14" NB, 4° 40' 13" OL | 92142-CLT-0014-01 Info | Kasteelhoeve van Falnuée en het ensemble van de kasteelhoeve en de omliggende terreinen |
| Toren van de kerk Saint-Foy, en het ensemble van de toren, het bordes, resten van het oude kerkhof, de aangrenzende esplanade met lindebomen |                    |              | Sauvenière          | 50° 34' 52" NB, 4° 43' 30" OL | 92142-CLT-0015-01 Info | Toren van de kerk Saint-Foy, en het ensemble van de toren, het bordes, resten van het oude kerkhof, de aangrenzende esplanade met lindebomen |
| Kapel van Saints Pierre et Paul |                    |              | Grand-Manil         | 50° 33' 21" NB, 4° 40' 41" OL | 92142-CLT-0020-01 Info | Kapel van Saints Pierre et Paul |
| Voormalige abdij Argenton namelijk de portiek met de bijgebouwen en twee hoektorens, de abdij-wijk, de gevels en daken van de abdijkerk en de bestrating van de binnenplaats en het ensemble van de abdij en de omliggende terreinen                                                          |                    |              |                     | 50° 33' 4" NB, 4° 44' 23" OL  | 92142-CLT-0021-01 Info | |
| Oostvleugel met de stallen en paardenstallen van de abdij van Argenton, en het interieur van de abdijkerk |                    |              | Lonzée              | 50° 33' 4" NB, 4° 44' 22" OL  | 92142-CLT-0022-01 Info | Oostvleugel met de stallen en paardenstallen van de abdij van Argenton, en het interieur van de abdijkerk |
| Gevels en daken van de gebouwen van de kasteelhoeve van Liroux, en het ensemble van de gebouwen en de omliggende terreinen |                    |              | Sauvenière          | 50° 33' 60" NB, 4° 44' 5" OL  | 92142-CLT-0023-01 Info | |
| Molen van Arton en diens omgeving, instelling beschermingszone |                    |              | Lonzée              | 50° 33' 25" NB, 4° 44' 31" OL | 92142-CLT-0024-01 Info | |
| Gevels en daken van het kasteel van Mielmont |                    |              | Onoz                | 50° 29' 52" NB, 4° 40' 21" OL | 92142-CLT-0025-01 Info | |
| Gevels en daken van de gebouwen van de oude abdij aangrenzend aan de binnenplaats, bestaande uit veranda van de entree, de prelatuur en bijgebouwen en de "beffroi"-toren van de oude parochiekerk opgenomen in de classificatie van de oude abdij                                            |                    |              |                     | 50° 33' 39" NB, 4° 41' 35" OL | 92142-PEX-0001-01 Info | Gevels en daken van de gebouwen van de oude abdij aangrenzend aan de binnenplaats, bestaande uit veranda van de entree, de prelatuur en bijgebouwen en de "beffroi"-toren van de oude parochiekerk opgenomen in de classificatie van de oude abdij                                            |
| Kasteel van Corroy-le-Château |                    |              |                     | 50° 31' 58" NB, 4° 39' 22" OL | 92142-PEX-0002-01 Info | Kasteel van Corroy-le-Château |
| Windmolen Defrenne |                    |              |                     | 50° 34' 30" NB, 4° 46' 0" OL  | 92142-PEX-0003-01 Info | Windmolen Defrenne |